# Jacques Goudchaux
Pas d'image ? Cliquez ici
Jacques Goudchaux, né le 21 août 1963 à Rennes, est un ancien pilote automobile français qui a participé à des épreuves d'endurance telles que les 24 Heures du Mans,,. Avant sa carrière en endurance, il a participé à des championnats de monoplace tels que la Formule Ford et la Formule 3000.

## Carrière
Il est encore et toujours le record de vitesse au circuit du Castellet. 

## Palmarès

### Résultats aux24 Heures du Mans
| Année | Écurie       | Copilotes                       | Voiture      | Classe | Tours | Pos. | Class Pos. |
| ----- | ------------ | ------------------------------- | ------------ | ------ | ----- | ---- | ---------- |
| 1986  | Graff Racing | Jean-Philippe Grand Marc Menant | Rondeau M482 | C1     | 297   | 13e  | 11e        |

### Résultats enFormule 3000
| Année | Écurie              | Châssis     | Moteur                           | 1      | 2      | 3       | 4     | 5       | 6       | 7        | 8       | 9      | 10  | 11      | Position | Points |
| ----- | ------------------- | ----------- | -------------------------------- | ------ | ------ | ------- | ----- | ------- | ------- | -------- | ------- | ------ | --- | ------- | -------- | ------ |
| 1988  | Spirit TOM'S Racing | Reynard 88D | Ford Cosworth DFV 3,00 l V8 Atmo | JER    | VLL    | PAU     | SIL   | MON     | PER     | BRH      | BIR     | BUG    | ZOL | DIJ Nq. |          | 0      |
| 1989  | GA Motorsport       | March 89B   | Judd AV 2,65 l V8 Atmo           | SIL 10 | VLL 10 | PAU Nq. | JER 9 | PER Nq. | BRH Nq. | BIR Abd. | SPA Nq. | BUG 14 | DIJ |         | 27e      | 0      |